# Javorník, Benešov
Javorník là một làng thuộc huyện Benešov, vùng Středočeský, Cộng hòa Séc.